# Uroczystość Wszystkich Świętych
Uroczystość Wszystkich Świętych (łac. Sollemnitas Omnium Sanctorum) – w Kościele katolickim uroczystość ku czci wszystkich chrześcijan, którzy osiągnęli stan zbawienia i przebywają w niebie, obchodzona corocznie w dniu 1 listopada, treściowo połączona z następującym po niej obchodem liturgicznym Dnia Zadusznego. W doktrynie Kościoła katolickiego jest wyrazem wiary w obcowanie świętych i powszechne powołanie do świętości.

## Kościół katolicki

### Historia

#### Starożytność
Uważa się, że uroczystość Wszystkich Świętych wywodzi się ze wspominania w jednym, wybranym dniu, wszystkich męczenników chrześcijańskich. Obchody takie, w różnych Kościołach wschodnich prowincji Cesarstwa Rzymskiego, wprowadzano w IV wieku. Ich daty były zróżnicowane lokalnie, ale najczęściej przypadały w okresie Wielkanocy. Efrem Syryjczyk zanotował, że w połowie IV wieku, w Edessie obchodzono wspomnienie wszystkich męczenników 13 maja. Według kalendarza z Nikomedii z IV wieku, przypadało ono na pierwszy piątek po Wielkanocy. Ten termin przyjął w V wieku Kościół perski, zachował się on współcześnie w kalendarzu Kościoła chaldejskiego.
Jan Chryzostom wspomniał na początku V wieku, że w Konstantynopolu obchodzono laudację wszystkich męczenników chrześcijańskich, z całego świata, w pierwszą niedzielę po Zesłaniu Ducha Świętego. Termin ten potwierdzają bizantyjskie kalendarze liturgiczne.

#### Średniowiecze

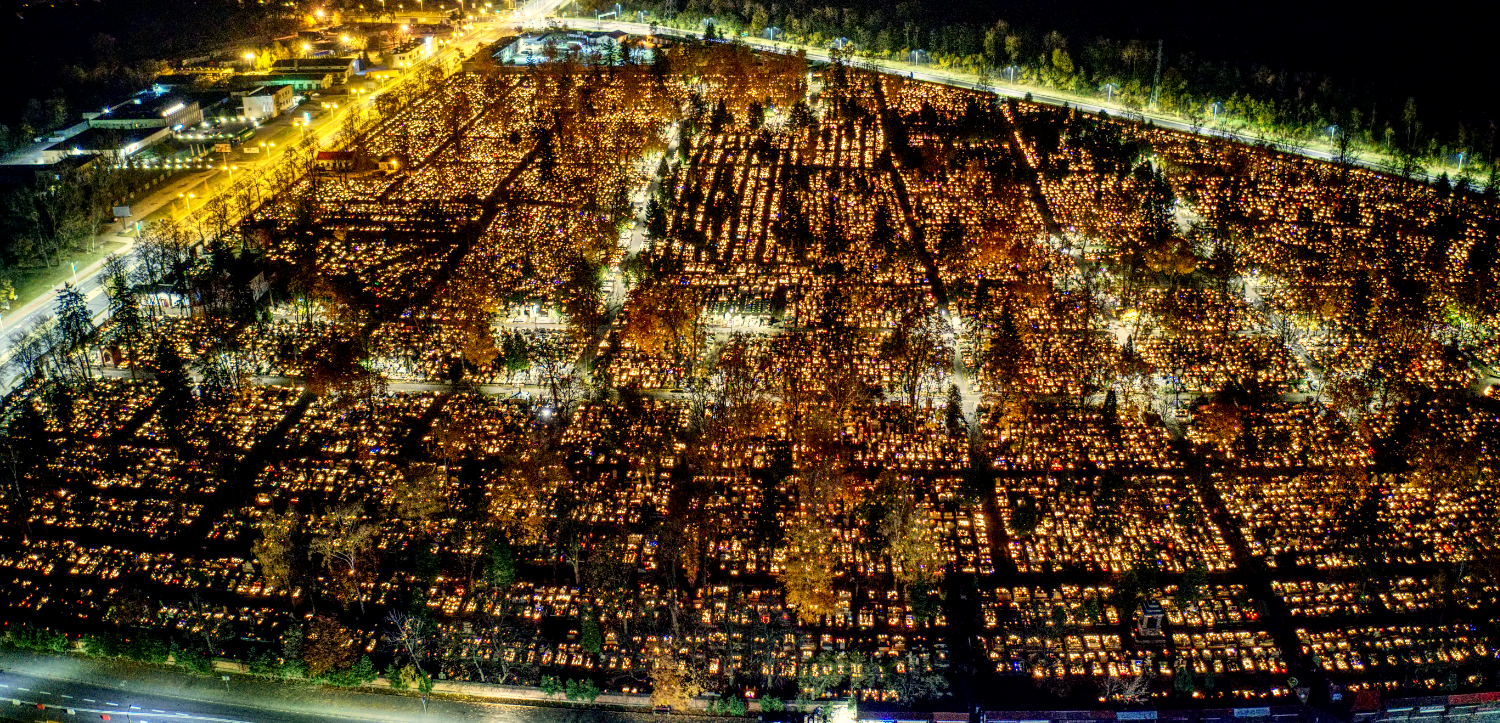
Cmentarz Komunalny we Włocławku (1 listopada 2021 r.)

Najstarsze świadectwa przeniesienia do Rzymu bizantyjskiego zwyczaju wspominania wszystkich męczenników w pierwszą niedzielę po Zesłaniu Ducha Świętego pochodzą z końca V wieku. W VI wieku obchody te rozszerzono w Rzymie na wszystkich zmarłych, którzy osiągnęli stan zbawienia. Jednak pod koniec VI wieku papież Grzegorz Wielki wykreślił to wspomnienie z rzymskiego kalendarza liturgicznego.
Według części świadectw z VII wieku, obchody ku czci wszystkich świętych przeniesiono na święto ku czci apostołów Piotra i Pawła, 28 czerwca, lub dzień następny po tym święcie. Inne świadectwa informują, że w VII wieku obchodzono wspomnienie wszystkich męczenników 13 maja, a dało temu terminowi początek przeniesienie przez papieża Bonifacego IV relikwii najbardziej czczonych męczenników do panteonu.
Świętowanie 1 listopada w Rzymie rozpoczęto najprawdopodobniej w roku 741. Papież Grzegorz III ufundował wówczas oratorium w bazylice św. Piotra na Watykanie in honorem Salvatoris, sanctae Dei genitricis semperque virginis Mariae dominae nostrae, sanctorumque apostolorum, martyrum quoque et confessorum Christi, perfectorum iustorum, czyli ku czci Zbawiciela, Maryi, apostołów, męczenników i wyznawców. W dokumencie fundacyjnym papież polecił odprawiać w tym oratorium modlitwy do Wszystkich Świętych w dniu 1 listopada.
1 listopada wprowadzono w Rzymie najprawdopodobniej pod wpływem dawnego zwyczaju, występującego u Anglosasów i Franków. Liczne bowiem świadectwa z IX wieku przekazują, że w Anglii i państwie Franków obchodzono 1 listopada uroczystość zwaną sollemnitas sanctissima. W związku z tym uważa się, że Wszystkich Świętych ma genezę przedchrześcijańską. Germanie oraz Celtowie organizowali jesienią uroczystości ku czci zmarłych zwane Samhain. Niektórzy uczeni wiążą Wszystkich Świętych z obrzędowością celtycką, ponieważ rok kalendarzowy i obrzędowy Celtów rozpoczynał się w listopadzie W roku 835 papież Grzegorz IV zwrócił się do cesarza Ludwika Pobożnego, aby ten wprowadził obowiązkowe obchody uroczystości sollemnitas sanctissima 1 listopada w całym cesarstwie.
W roku 935 papież Jan XI wyznaczył na 1 listopada osobną uroczystość Wszystkich Świętych, które miało obowiązywać w całym Kościele. Wprowadził też wigilię tego święta. W roku 1475 papież Sykstus IV ustanowił w dniu 1 listopada obowiązkową dla wszystkich wiernych uroczystość i dołączył do niej oktawę obchodów. Wigilia i oktawa zostały zniesione w roku 1955 przez papieża Piusa XII.

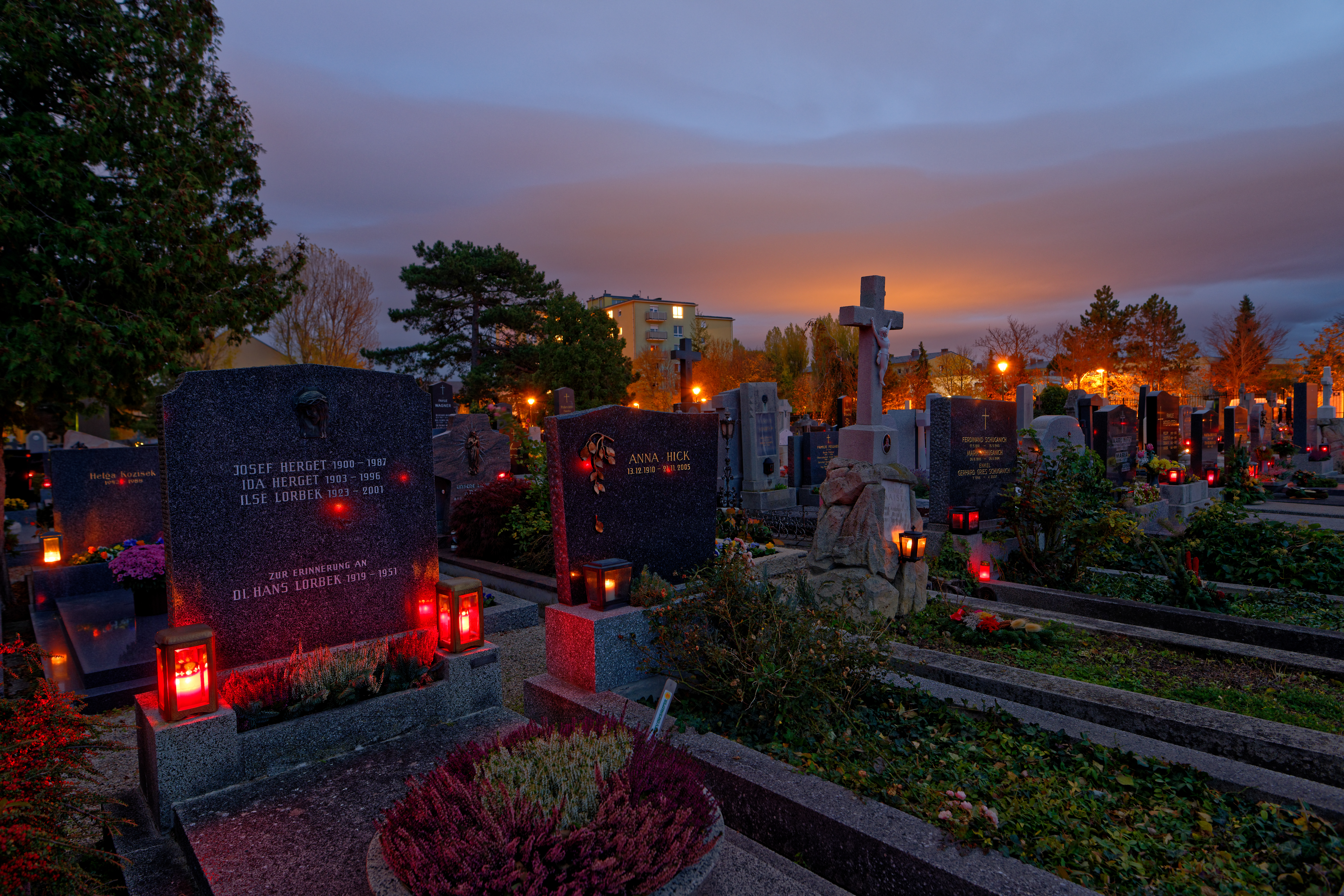
Romantikerfriedhof Maria Enzersdorf o zmroku w Uroczystość Wszystkich Świętych 2017

### Obchody liturgiczne
Obchody liturgiczne Wszystkich Świętych obejmują oficjum oraz uroczystą mszę. Sposoby odmawiania oficjum i odprawiania mszy były w średniowieczu zróżnicowane lokalnie, bowiem Stolica Apostolska nie wprowadziła jednolitego formularza dla uroczystości 1 listopada. Wszystkie ryty opierały teksty liturgiczne na rozdziale siódmym Apokalipsy św. Jana: Potem ujrzałem: a oto wielki tłum, którego nie mógł nikt policzyć, z każdego narodu i wszystkich pokoleń, ludów i języków, stojący przed tronem i przed Barankiem. Odziani są w białe szaty, a w ręku ich palmy. I głosem donośnym tak wołają: «Zbawienie u Boga naszego, Zasiadającego na tronie i u Baranka». A wszyscy aniołowie stanęli wokół tronu i Starców, i czworga Zwierząt, i na oblicza swe padli przed tronem, i pokłon oddali Bogu, mówiąc: «Amen. Błogosławieństwo i chwała, i mądrość, i dziękczynienie, i cześć, i moc, i potęga Bogu naszemu na wieki wieków! Amen».
Dopiero w XVI wieku jednolity, obowiązujący w Kościele formularz zatwierdził i polecił stosować na całym świecie sobór trydencki. Formularz ten został stopniowo upowszechniony w całym Kościele katolickim.
Wszystkie średniowieczne warianty oficjum zawierały psalmy wskazujące na powszechne powołanie ludzi do świętości. Współcześnie zachowano trzy najbardziej znane średniowieczne hymny – Christe caelorum habitater alme w godzinie czytań, Iesu, salvator saeculi w jutrzni oraz Christe, redemtor omnium, conserva w nieszporach.
Formularz trydencki zachował, z różnych średniowiecznych rytów, introit Gaudeámus, kolektę Omnípotens sempitérne Deus, czytanie siódmego rozdziału Apokalipsy, graduał Timéte Dóminum, offertorium Iustórum ánimæ, modlitwę nad darami Múnera tibi, antyfonę na komunię Beáti mundo corde oraz modlitwę po komunii Da, quǽsumus, Dómine. Po soborze watykańskim II zmieniono tekst czytania, modlitw nad darami i po komunii, a także wprowadzono specjalną prefację oraz uroczystą formułę błogosławieństwa.

### Zwyczaje w Polsce

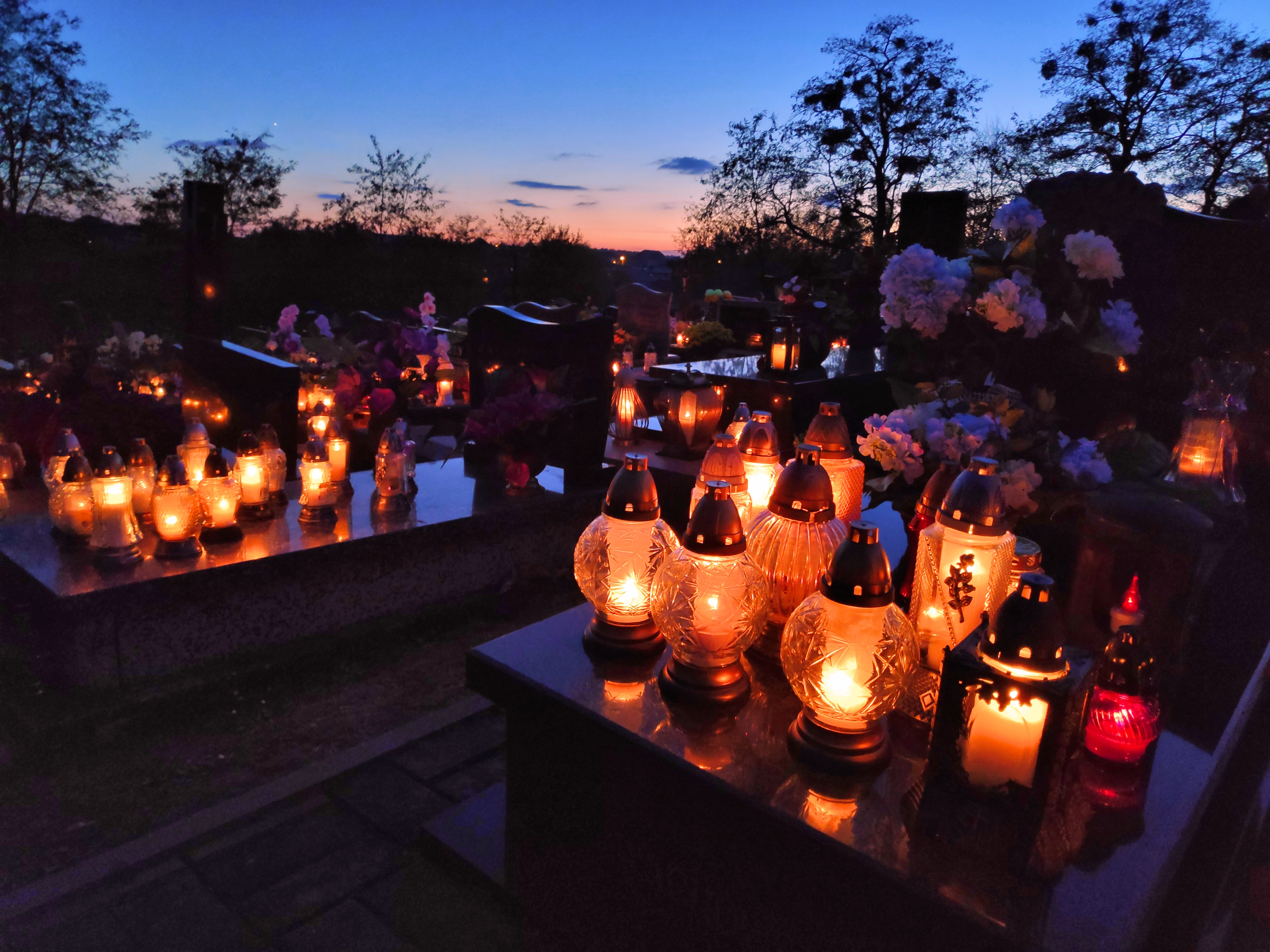
Polski cmentarz wieczorem w dniu Wszystkich Świętych, Kozłowa Góra (Piekary Śląskie)

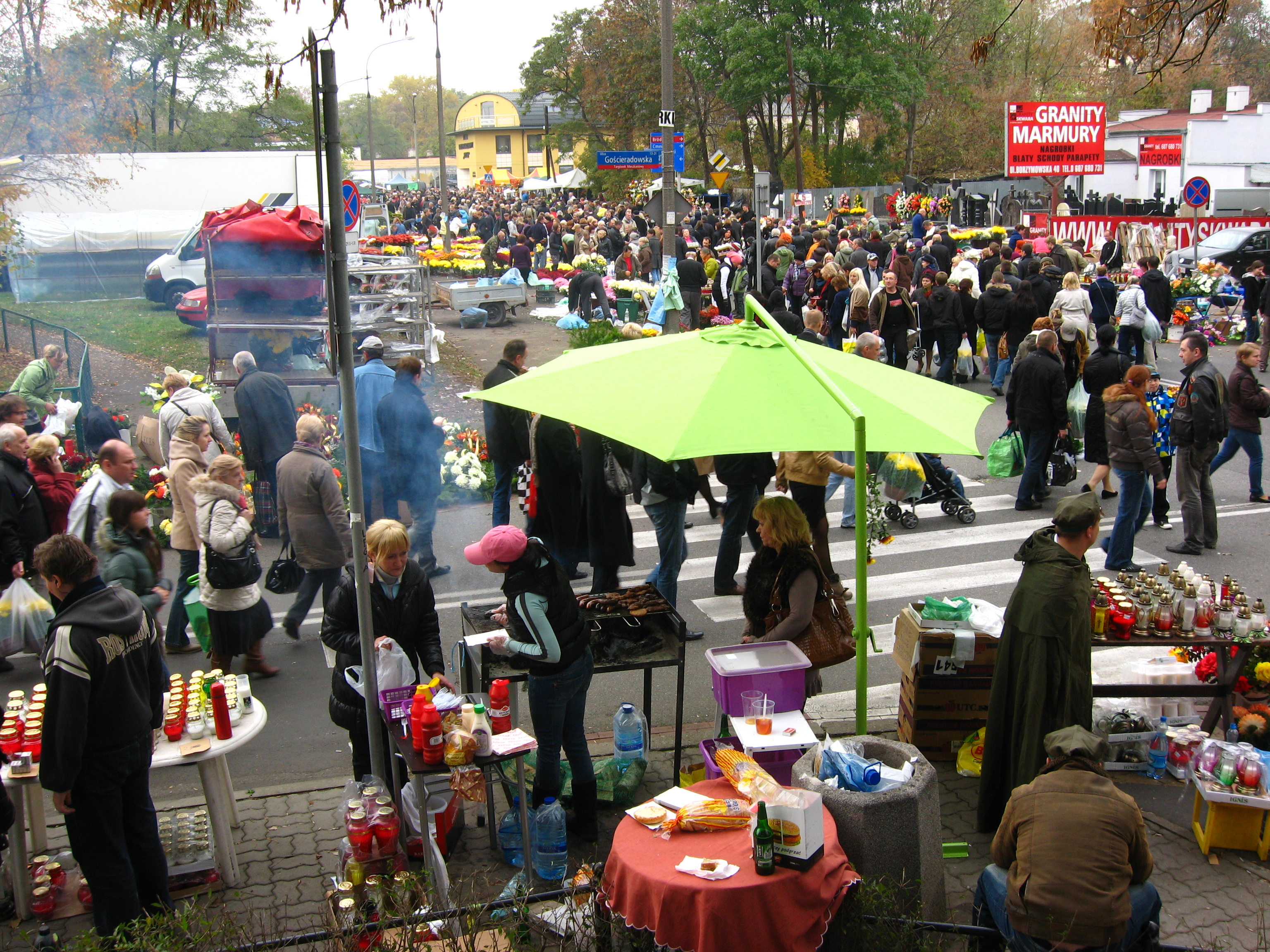
Tłum zmierzający na warszawski Cmentarz Bródnowski w dniu Wszystkich Świętych

W dniu Uroczystości Wszystkich Świętych, a także następnego dnia (Dzień Zaduszny, 2 listopada) Polacy odwiedzają cmentarze, aby ozdobić groby swoich bliskich kwiatami i zapalić znicze (dzień Zaduszny, zwany też Zaduszkami, dla katolików łacińskich i wielu innych chrześcijan, to dzień modlitw za wszystkich wiernych zmarłych).
Dzień ten był dniem wolnym od pracy, również w czasach PRL-u, ale kładziono nacisk na świecki charakter i nazywano go Świętem Zmarłych, Dniem Zmarłych lub Dniem Zmarłych i Poległych.

## Kościół prawosławny
W Kościele prawosławnym nie ma tradycji modlitwy za zmarłych w dniu 1 listopada, ale ze względu na wiernych (szczególnie mieszane rodziny), którzy np. w Polsce w tym dniu idą również odwiedzić groby swoich bliskich, gdzieniegdzie na cmentarzach wznoszone są modlitwy w intencji zmarłych.
Modlitwy za zmarłego odbywają się w 3, 9 i 40 dniu po pochówku oraz w pierwszą rocznicę śmierci.
Okresem szczególnych modlitw za zmarłych jest czas od Zmartwychwstania do Pięćdziesiątnicy.
Występuje kilka sobót szczególnych modlitw za zmarłych. Dwie z nich to Powszechne Soboty Dusz (inaczej: Soboty Rodzicielskie), tzw. sobota mięsopustna przypadająca przed Wielkim Postem oraz sobota przed świętem Pięćdziesiątnicy. Inne to soboty drugiego, trzeciego i czwartego tygodnia Wielkiego Postu, ale nie są równoznaczne Powszechnym Sobotom Dusz.
Szczególne dni, gdy wierni odwiedzają groby zmarłych to: Niedziela Przewodnia, święto Radonicy wypadające w dziesiąty dzień po Passze oraz gdzieniegdzie sobota poprzedzająca dzień św. Dymitra z Tesalonik (Dymitriewskaja Roditielskaja Subbota).
W sobotę św. Dymitra „(...)w cerkwiach odbywają się uroczyste nabożeństwa żałobne w intencji naszych zmarłych, a szczególnie za tych, którzy oddali swe życie za wiarę i ojczyznę. To stara tradycja, ustanowiona z błogosławieństwa św. Sergiusza z Radoneża w 1380 roku, po zwycięskiej bitwie z Tatarami na Kulikowym Polu, właśnie w trosce o dusze poległych wojów”.

## Inne wyznania
Niektóre wyznania chrześcijańskie nie obchodzą uroczystości Wszystkich Świętych (m.in. Świadkowie Jehowy, Kościół Adwentystów Dnia Siódmego). Świadkowie Jehowy nie wierzą w nieśmiertelność duszy, dlatego też odrzucają wszelkie praktyki i zwyczaje wynikające z tego poglądu, wskazując na pogańskie pochodzenie tej uroczystości.